# کلانمل
شهر کلانمل (به انگلیسی: Clonmel) با جمعیت ۱۵٫۷۷۵ نفر در شهرستان تیپرری در کشور جمهوری ایرلند واقع شده‌است.